# 세이료덴

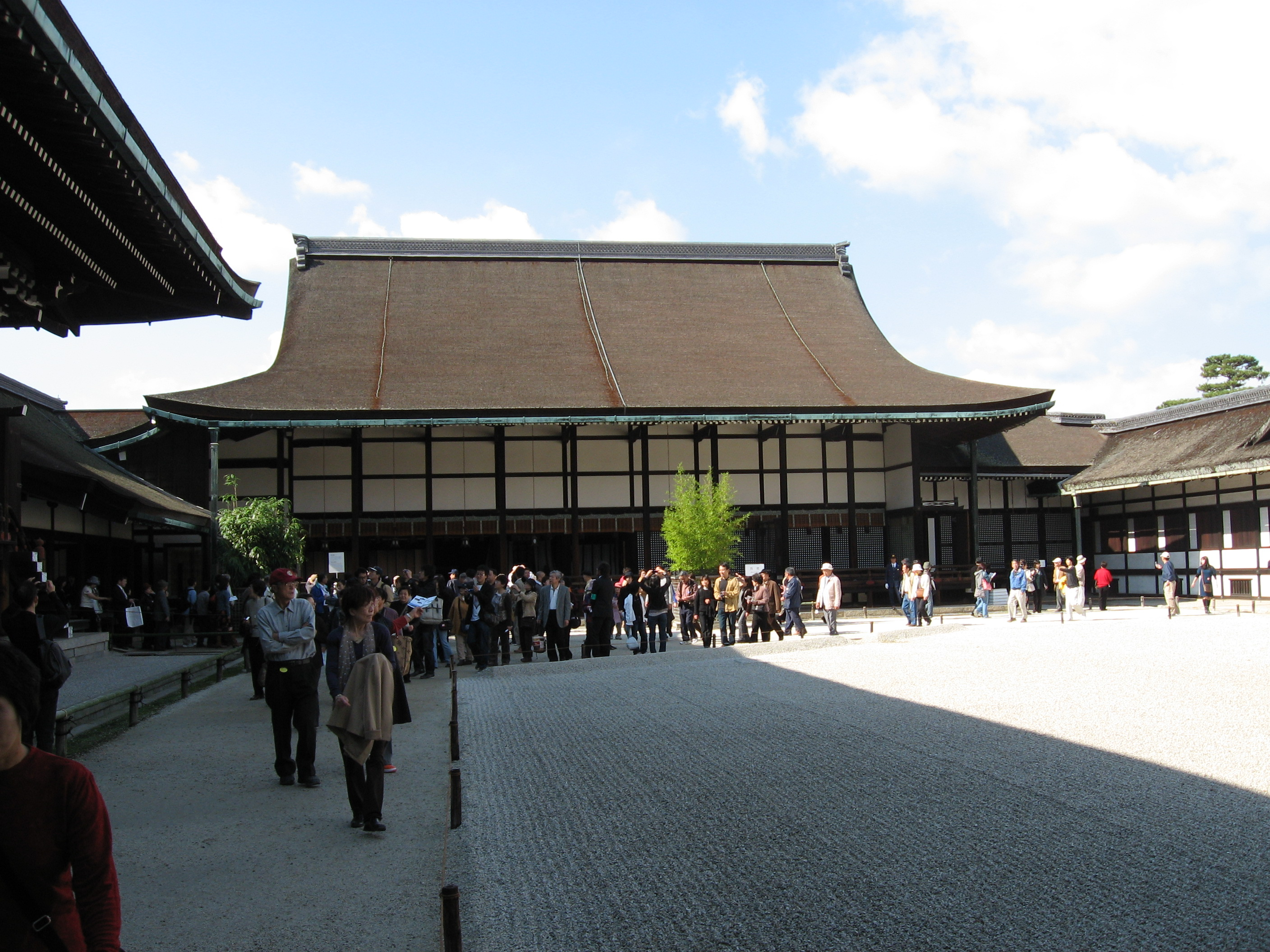
세이료덴 (교토고쇼)

세이료덴(일본어: 清涼殿)은 일본에서 헤이안 시대에 세워진 궁전의 하나이다. 본디 일본 천황의 거처였으나 근세에는 의식할 때만 사용되었다.